# Christian von Steven
Christian von Steven (en russe : Христиан Христианович Стевен, Kristian Kristianovitch Steven), né le 19 (30) janvier 1781 à Fredrikshamn (Finlande) et mort entre le 18 et le 30 avril 1863 à Simféropol, en Crimée, est un botaniste et un entomologiste d’origine suédoise, sujet de l'Empire russe. Il était surnommé « le Nestor de la botanique. » Il termine sa carrière avec le rang de conseiller d'État effectif.

## Biographie

### Années de formation
Steven est le fils d'un directeur des douanes et conseiller de collège suédois Christian v. Steven et reçoit sa première éducation à demeure. Lorsque les troupes russes s'emparent de la province suédoise de Finlande après la défaite suédoise de 1788, l'allemand devient la langue de communication entre les officiers (majoritairement allemands de la Baltique) et l'aristocratie locale qui est suédoise. L'allemand devient donc la seconde langue du jeune Steven. Il étudie à l'école de district de Fredrikshamm (Friedrichsham) auprès d'un professeur, Uttecht, qui lui transmet l'amour des mathématiques, à tel point qu'il suit des cours de mathématiques dès l'âge de onze ans à l'université d'Åbo, étant le plus jeune des étudiants qui aient jamais été. Il se passionne pour la section conique. Répondant au souhait de son père de devenir médecin, il s'inscrit ensuite à la faculté de médecine de son université. En 1793, il rend visite à Stockholm à Michael Franzén (1772-1847), le futur académicien, avec lequel il a des entretiens sur la littérature et la poésie et qui lui fait don d'un herbier, ce qui va orienter le destin du jeune homme.
En 1795, il entre à l'institut de médecine de Saint-Pétersbourg (qui plus tard réuni avec l'école médico-chirurgicale formera la faculté de médecine) qu'il fréquente pendant deux ans devenant Practicus, et en même temps poursuit des études de botanique. En 1797, il suit les cours de la faculté de médecine de l'université d'Iéna, la plus prestigieuse d'Allemagne. Mais un oukaze de Paul Ier rappelle les étudiants d'Iéna en Russie et il continue sa formation à Saint-Pétersbourg, l'année suivante, présentant un thèse sur Spicilegium cryptogamicum florae petropolitanae, à la suite de quoi il est nommé docteur en médecine.

### Expédition du Caucase
Entretemps, Steven a fait la connaissance du baron Marschall von Bieberstein, botaniste fameux qui passe les hivers dans la capitale impériale et la belle saison à voyager dans le Caucase. Ce dernier est chargé d'étudier l'implantation de la culture des vers à soie (magnaneries) dans le sud de la Russie. Il propose donc à Steven de devenir son assistant. Ils partent en avril 1800, traversent la Volga et atteignent Sarepta, colonie agricole modèle fondée par des Allemands, où ils rencontrent l'entomologiste Stählin, puis ils parcourent les steppes au sud d'Astrakhan, étudiant la flore et la faune. Ils s'arrêtent trois mois à Kizliar, peuplée d'Arméniens, de Géorgiens et de Tatars. La région est propice à l'élevage du ver à soie, mais trop dangereuse à cause des incursions tchétchènes, aussi poursuivent-ils leur expédition.
Ils rencontrent le comte Apollon Moussine-Pouchkine (1760-1805) en provenance de Gueorguievsk qui voyage dans le but d'études de sources minérales et ils se joignent à lui pour explorer les sources inconnues du Narzan (près de Kislovodsk) et la région de Constantinogorsk. La zone est dangereuse et ne peut se faire que sous escorte de cosaques. Bieberstein en profite pour étudier la flore alpine, jamais décrite. Ils doivent ensuite retourner à Kizliar et passent finalement trois ans dans la région, passant l'hiver à Kizliar ou à Gueorguievsk. Ensuite, Steven est nommé inspecteur des cultures pour la Géorgie en 1804, et il part pour Tiflis où il se rend en trois semaines à cheval sous escorte d'un régiment d'infanterie en avril, après avoir traversé de hauts sommets enneigés. Il arrive dans une ville en ruines à cause des attaques perses du chah Agha Mohammad. Il passe plus d'un an à étudier la région et rentre à Saint-Pétersbourg en 1806, après un long voyage. Ses travaux sont publiés par la Société impériale des naturalistes de Moscou.

### Inspecteur des cultures de vers à soie
Steven est nommé alors inspecteur (Inspektor) des cultures de vers à soie pour toute la Russie en 1806. Il part après l'été pour la Tauride (actuelle Crimée) étudier l'implantation de futures colonies agricoles allemandes, dans une région de steppes dépeuplée qui n'est alors que parcourue par des tribus nomades tatares ou nogaïs. Il s'installe ensuite à l'hiver 1807 à Simféropol, alors petite ville agréable de treize mille habitants. Il visite les côtes et rencontre Peter Simon Pallas qui rédige dans la solitude son monumental Zoographia rosso-asiatica dans sa propriété viticole de Soudak. Il passe le cours de l'année à visiter des implantations de colons allemands ou bulgares et rend visite au baron Marschall von Bieberstein dans sa demeure de Merefa. Il est appelé quatre mois à Saint-Pétersbourg en 1808, puis inspecte la région de Kharkov où il demeure quatre mois dans une colonie bulgare dénommée Parkan (sur le Dniestr), toujours pour implanter des vers à soie. Il passe ainsi les années suivantes (avec des retours dans la région de Kizliar) à des tournées d'inspection et à sa collection botanique et entomologique dont il envoie régulièrement des spécimens pour étude à Saint-Pétersbourg.

### Directeur du jardin botanique de Nikita et voyages

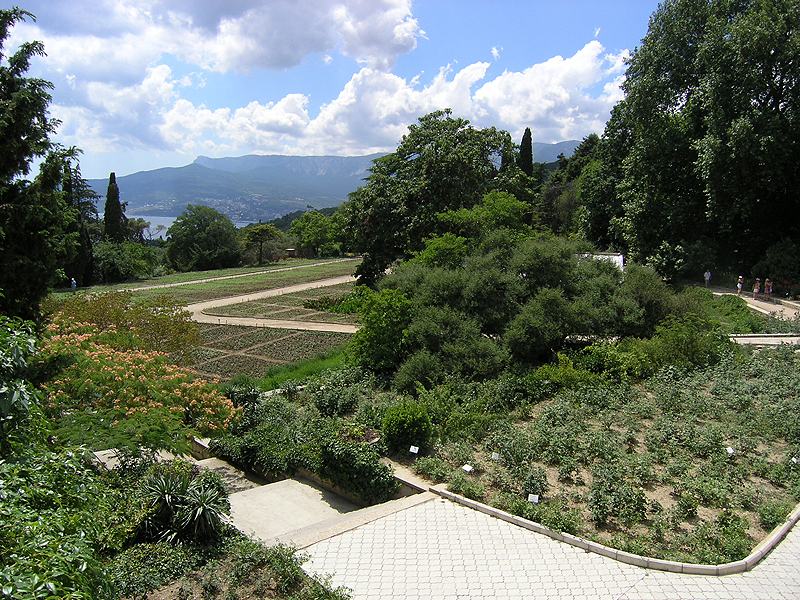
Vue du jardin botanique de Nikita

En 1812, il participe à la fondation du jardin botanique de Nikita, en Crimée, qu’il dirige jusqu'en 1824. L'empereur Alexandre Ier visite le jardin deux fois: en mai 1818 et quelque temps avant sa mort en 1825. Christian von Steven reçoit une dotation de l'État qui lui permet d'entreprendre un voyage d'études. Il se rend à Vienne en 1820 pour ses activités botaniques et pour rencontrer le baron Jacquin qui venait de succéder à son père. Il est ensuite à Breslau, à Iéna et à Berlin pour étudier l'herbier de Willdenow et rencontrer des savants. Il y demeure deux mois. Il voyage ensuite via Leipzig et Nuremberg vers Munich, où il rencontre le vieux RP Schrank, directeur du jardin botanique de Munich, continue dans le nord de l'Italie (lac de Garde, Milan, Pavie, lac de Côme, etc.), traverse la Suisse, et s'arrête quatre mois à Paris, où il arrive en mars 1821. Il y fréquente la société de grands savants, comme Cuvier, Dejean, et Desfontaines, ainsi que Richard et son fils. Il prend ensuite le bateau à Marseille pour aller en Grèce étudier les insectes, mais il ne peut accoster à cause du soulèvement contre les Ottomans, puis il arrive en mer Noire via Constantinople, où il demeure peu à cause des troubles. Il arrive enfin à Simféropol après être resté en quarantaine. Avant son voyage, il a acheté dans les environs une petite propriété dans la vallée du Salghir, où il peut enfin mettre de l'ordre dans son herbier et ses collections entomologiques. Il rencontre pour la dernière fois son ami Bieberstein en 1823, car ce dernier meurt trois ans plus tard. Steven est nommé Ober-Inspektor à sa suite.

### Dernières années en Crimée

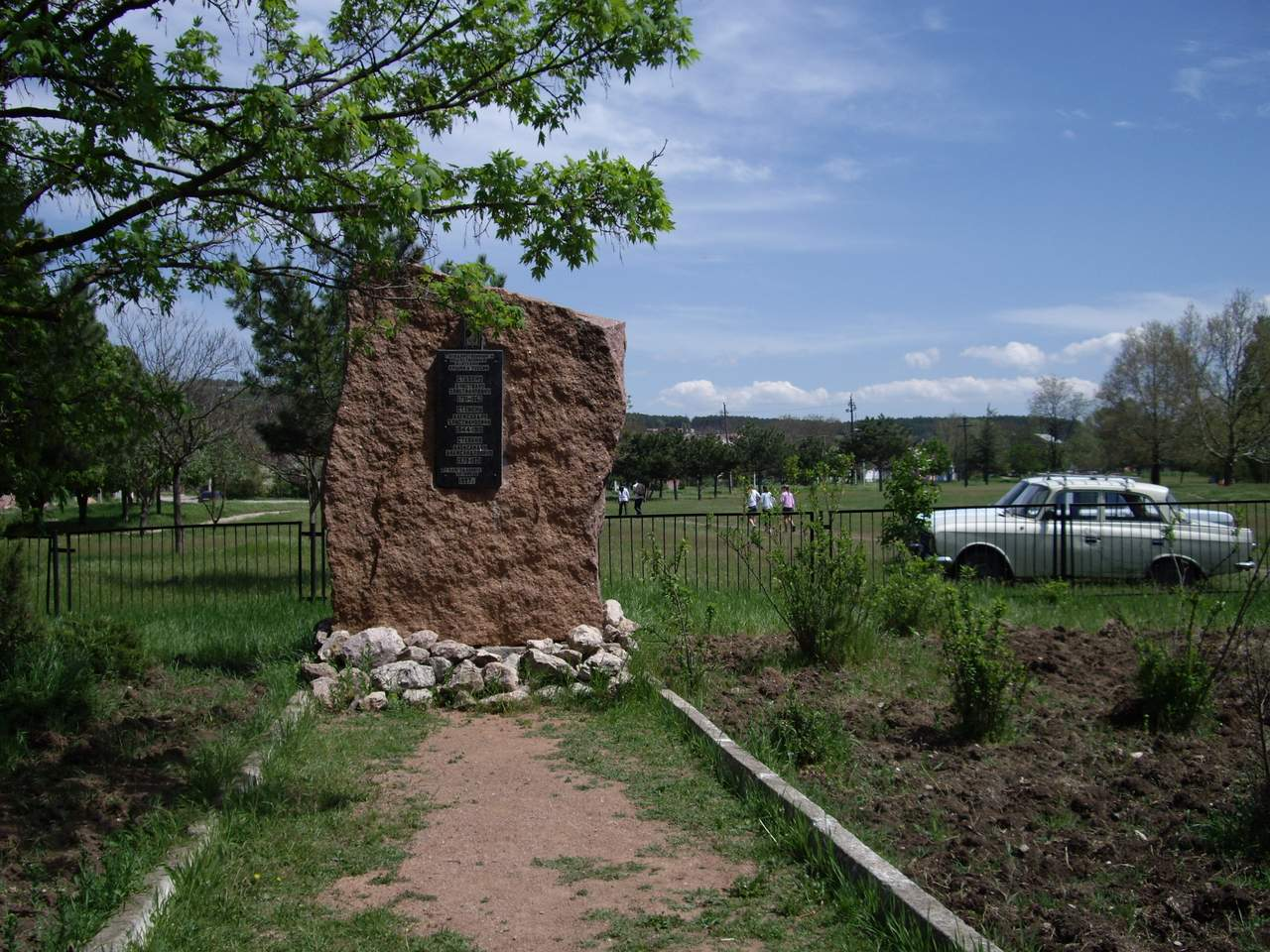
Monument à l'emplacement de la maison de Steven démolie en 1977

Il consacre les années suivantes à des tournées d'inspection. De 1826 à 1851, il dirige une magnanerie. Il envoie une partie de sa collection d'insectes à l'université de Moscou en 1826. Avec la fondation du ministère des Domaines en 1840, l'inspection des cultures à soie est suspendue en 1841 et Steven devient inspecteur des cultures de la Russie du Sud, poste qu'il conserve jusqu'à sa mort. Il fonde un jardin économique à Odessa, ainsi qu'une école de jardinage, sous l'égide du 3e département du ministère des Domaines. Il correspond avec des botanistes et entomologistes de toute l'Europe et d'Amérique du Nord, dont il reçoit certains dans sa Villa Steven au bord du Salghir en Crimée, comme son disciple Alexander von Nordmann, Karl Friedrich von Ledebour, le docteur Wiedemann, ou le linguiste Söjgren (1836) avec qui il s'entretient de l'ethnographie et de la géographie du Caucase, objet des nombreux voyages du linguiste, et qu'il soutient de ses conseils. Il fonde deux bourses pour des étudiants nécessiteux de l'université de Moscou, spécialisés en sciences naturelles, sur les revenus d'un capital de douze mille roubles-assignats obtenus par la vente d'une de ses collections d'insectes à cette même université. L'autre partie de sa collection entomologique est acquise en 1841 par le ministère des Domaines pour l'école d'agronomie de Gorki (en Russie Blanche). En 1860, quelques années avant sa mort, il fait don à l'université Alexandre d'Helsingfors de son herbier considérable, comprenant 2 500 espèces botaniques. Le professeur Alexander von Nordmann, son disciple, se déplace spécialement d'Helsingfors en Crimée pour recevoir ce don. Il fait don de sa bibliothèque à l'université Alexandre d'Helsingfors et au lycée Richelieu d'Odessa. Une partie de son herbier se trouve aujourd'hui à l'herbier de l'université de Moscou.
Christian von Steven parlait le dialecte tatar local couramment.

## Famille
Le père de Christian von Steven épouse en premières noces une demoiselle Wullfert dont il a
- Anton, propriétaire terrien respecté à Guist et à Kiriline. Il meurt à Dorpat.
- Christian von Steven
- Alexander, lieutenant-général époux de la fille unique du gouverneur de Finlande, Steinheil, et obtenant le droit de se faire appeler comte Steven-Steinheil, mort en 1827 ou 1828
- Deux sœurs dont l'une épouse le docteur Körber et l'autre le général d'artillerie Markévitch

Il épouse, après son veuvage, Jacobine Catharina Bruun en secondes noces en 1789 dont il a de nombreux enfants.
Christian von Steven, son fils le botaniste, se marie à l'âge de 57 ans avec une jeune veuve, Marie Karlovna Gartzewitsch, née Hagendorff, de confession gréco-catholique dont il a
- Anton, né en 1835, qui combat les Anglais à Sébastopol en tant qu'aspirant-officier de marine pendant la guerre de Crimée
- Julie, née en 1837 et qui meurt à l'âge de dix-huit ans
- Natalia (1839 - Saint-Pétersbourg 1862), épouse le lieutenant Hippenreiter
- Katharina, née en 1841
- Alexandre (1844-1909) qui étudie la chimie à Heidelberg

Son petit-fils Alexandre Alexandrovitch von Steven (1879-1921) sera chassé par la révolution russe de sa propriété.

## Œuvres

### Botanique
- Observationes in plantas rossicas (1817-34)
- Monographia Pedicularis, 1822
- Catalogue des plantes rares… Caucase oriental, De Pinubus taurico-caucasicis (1838)
- Flora der taurischen Halbinsel (1857)
- Verzeichnis auf der taurischen Halbinsel wildwachsenden Pflanzen, 1856-1857.

### Entomologie
- Decas coleopterorum Rossiae meridionalis nondum descriptorum, Mémoires de la Société impériale des naturalistes de Moscou, 1806, T. І, p. 155 — 167
- Description de quelques insectes du Caucase et de la Russie méridionale ib., 1809, T. II, p. 31 — 42
- Notice sur quelques insectes de la collection de C. Steven, Bulletin de la Société impériale des naturalistes de Moscou, 1829, № І, p. 284
- Museum historiae naturalis universitatis Caesareae Mosquensis, Moscou, 1829, II
- Tentyriae et Opera collectionis Stevenianae nunc in Museo Universitatis Mosquensis, Nouv. Mém. de la Soc. Natur. de Moscou, T. Ι (VII), 1829, p. 81 — 100
- Description de l’Elater parreyssii et de quelques nouveaux Buprestes, ib., T. II (VIII), 1832, p. 79 — 94 et Bull, 1830, № II, p. 153 — 172
- Наставление о шелководстве [Instruction pour la culture des vers à soie], Saint-Pétersbourg, 1848, 8°, 2e éd.
- О насекомых вредных для винограда [À propos des insectes nuisibles pour la vigne], in: Земледельческая Газета [La Gazette agricole], 1834, № 17.

## Distinctions
Christian von Steven était membre-correspondant de l'Académie impériale des sciences (1815), puis membre d'honneur. Il était également membre d'honneur de l'université de Kiev, de l'université de Dorpat, de l'université de Kazan et de l'université d'Helsingfors (dont il est fait docteur en philosophie en 1840); membre d'honneur de la Société impériale des naturalistes de Moscou, de la Société scientifique de Finlande, de la Société entomologique de Stettin, de la Société agricole du Caucase (1839). Le comité scientifique du ministère des Domaines lui décerne une médaille d'or. Il est fait conseiller d'État effectif, ce qui le place au 4e rang de la table des rangs.

## Hommages
Parmi les nombreux taxons dénommés d'après lui, l'on peut distinguer :

### Genres
- Stevenia Adams  (ex Fisch.), famille des Brassicaceae
- Steveniella Schltr. famille des Orchidaceae, comprenant deux espèces:
  - Steveniella caucasica Garay (considérée par la plupart comme identique à Steveniella satyrioides)
  - Steveniella satyrioides Schltr.

### Espèces

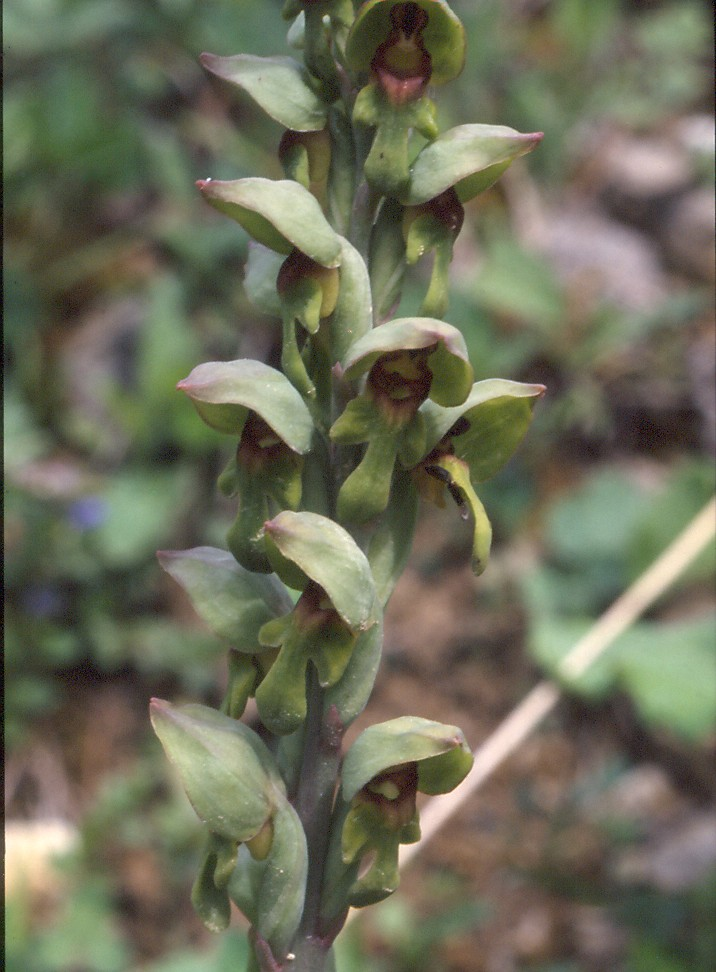
Vue de Steveniella satyrioides

- Acer stevenii Pojark. syn. Acer hyrcanum subsp stevenii Pojark. A.E.Murray
- Asperula steveni V.I.Krecz.
- Cerastium stevenii Schischk.
- Crambe steveniana Rupr.
- Crataegus stevenii Pojark.
- Erodium stevenii M.Bieb.
- Helianthemum steveni Rupr. ex Juz. & Pozdeeva

- Heracleum stevenii Manden.
- Hesperis steveniana DC.
- Lonicera steveniana Fisch. ex Pojark.
- Paeonia steveniana Kem.-Nath. syn. Paeonia wittmanniana subsp macrophylla (Albov) Halda
- Scutellaria stevenii Juz.
- Tilia steveniana Borbás

etc.